# Regola di Oddo-Harkins
La regola di Oddo-Harkins afferma che gli elementi con numero atomico pari (come il carbonio) sono più abbondanti degli elementi con numero atomico dispari (come l'azoto). Questo effetto sull'abbondanza degli elementi chimici fu riportato per la prima volta da Giuseppe Oddo nel 1914 e da William Draper Harkins nel 1917.

Stima dell'abbondanza degli elementi chimici nel nostro sistema solare. L'idrogeno ed elio sono i più comuni, dal Big Bang. I tre elementi successivi (Li, Be, B) sono rari perché sono stati scarsamente sintetizzati nel Big Bang e nelle stelle. Nei rimanenti elementi prodotti dalle stelle si osservano due andamenti generali: (1) un'alternanza dell'abbondanza degli elementi che segue i numeri atomici pari e dispari (la regola Oddo–Harkins), e (2) un generale decremento nell'abbondanza mano a mano che gli elementi diventano più pesanti. Il ferro è particolarmente comune poiché rappresenta il nuclide a minima energia che può essere creato dal processo di fusione nelle stelle. Nota: l'elemento 43 (Tc) Tecnezio e l'elemento 61 (Pm) Promezio non sono presenti nel grafico a causa della loro abbondanza estremamente bassa. Se si osserva il grafico in quei punti sembra che l'assenza di su e giù contraddica la regola, ma ciò non è vero.

## Definizione
Tutti gli atomi di numero atomico maggiore dell'idrogeno sono creati nelle stelle quando condizioni estreme di gravità, calore e pressione cooperano per fondere insieme protoni e neutroni di nuclei differenti, vincendo la loro repulsione, in un processo chiamato fusione nucleare. In seguito dopo che il nuovo nucleo si è raffreddato a sufficienza, può catturare degli elettroni creando attorno a sé un guscio elettronico, formando così un atomo completo. Il numero di protoni nel nucleo finale è il numero atomico, che è anche il numero di elettroni che normalmente si trovano attorno ad esso, rendendolo neutro. Il numero di neutroni del nucleo può variare, dando luogo agli isotopi di quell'elemento.
Questa regola asserisce che gli elementi con un numero atomico dispari hanno un protone spaiato e sono più facilmente indotti a catturarne un altro, incrementando così il loro numero atomico. È possibile che negli elementi con numero atomico pari i partoni siano accoppiati, con ogni membro della coppia che bilancia lo spin dell'altro; in questo modo la parità pari incrementa la stabilità dei nucleoni.

## Eccezioni alla regola
Questo postulato, comunque, è completamente falso proprio per l'elemento della tavola periodica più semplice e abbondante dell'universo: l'idrogeno, con numero atomico 1. Probabilmente questo è semplicemente dovuto al fatto che, nella sua forma ionizzata, un atomo di idrogeno diventa un singolo protone, che è stato teorizzato essere uno dei primi conglomerati di quark durante il secondo iniziale del periodo di inflazione cosmica dell'universo, seguito al Big Bang. In questo periodo, quando l'inflazione ha fatto crescere l'universo dalla dimensione di un punto infinitesimale fino alla grandezza di una galassia moderna, la temperatura nell'ammasso di particelle scese da oltre un trilione di gradi fino ad alcuni milioni di gradi.
Questo periodo permise la fusione di singoli nuclei di protoni e deuterio per formare nuclei di elio e litio, ma rimase insufficiente e troppo breve per fare in modo che ogni ione H+ fosse ricostituito a formare elementi più pesanti; più degno di nota, in questo caso, è l'elio, numero atomico 2, che rimane la controparte dell'idrogeno di numero pari. Anche così, l'idrogeno neutro - o idrogeno accoppiato con un elettrone, il solo leptone stabile - costituisce la vasta maggioranza della rimanente porzione di materia non annichilata che seguì la conclusione dell'inflazione.
Un'altra eccezione notevole alla regola è il berillio, che pur con un numero atomico pari (4), è più raro degli elementi dispari ai suoi due lati (litio e boro). Questa discrepanza risulta dal fatto che la maggior parte del litio, berillio e boro nell'universo deriva dalla spallazione dei raggi cosmici, e non dalla nucleosintesi stellare ordinaria; inoltre il berillio ha solo un isotopo stabile, il che causa una differenza in abbondanza rispetto ai suoi elementi chimici vicini, che hanno ognuno due isotopi stabili.

### Relazione con la fusione nucleare
Questo schema si origina con la fusione incontrollata di una stella super-massiccia, nella quale una massa di elementi con numero atomico pari e dispari vengono formati a partire da una massa leggermente maggiore di idrogeno ed elio; i nuovi elementi appena creati vengono espulsi nell'esplosione stellare, per andare ad unirsi al resto del mezzo interstellare. In questo caso, il postulato viene rivisto, per includere la probabilità aumentata di rilevanza su una scala universale, mano a mano che la massa dell'elemento aumenta, tenendo in conto la diminuzione del rilascio di energia e quindi la fattibilità di nuclei atomici di conseguenza più grandi.
In pratica questo significa che quando la fusione avviene con nuclei sempre più grossi, la richiesta di energia per attivare il processo diventa sempre più alta e il rilascio di energia sempre più piccolo; il punto in cui questi due potenziali si incontrano è all'incirca tra il ferro, numero atomico 26, e il nickel, numero atomico 28. Da questo punto in poi la fusione nucleare non rilascia più energia e diventa esponenzialmente sempre più difficile, rendendo sempre più bassa la probabilità di trovare discrepanze nella regola di Oddo-Harkins.